# Salò, eller Sodoms 120 dagar
Salò, eller Sodoms 120 dagar (originaltitel: Salò o le centoventi giornate di Sodoma) är en italiensk dramafilm från 1975 i regi av Pier Paolo Pasolini. Den är baserad på romanen De 120 dagarna i Sodom från 1785 av Markis de Sade. 
Filmen, som inte bygger på verklig förlaga, utspelar sig i Salòrepubliken, där fyra ledande män och högt uppsatta fiktiva fascister låser in sig i slottet Marzabotto under 120 dagar tillsammans med de ungdomar man inledningsvis rövat bort samt sina kollaboratörer, fyra manliga soldater och tre prostituerade kvinnor. En enda företeelse är förbjuden på slottet: sexuellt umgänge i traditionell mening. I stället visas en rad avvikande sexuella praktiker, där kombinationen av våld och sexuella handlingar intar en framträdande plats. Vidare framställs koprofili.
Filmens fiktiva handling är utformad enligt mönster från Dantes Inferno och indelas i en prologliknande Anteinferno och tre kretsar: Vansinnets krets, Skitens krets och Blodets krets. I prologen bortrövas de nio unga män och nio unga kvinnor, på vilka de sexuella övergreppen senare förövas.

## Rollista
- Paolo Bonacelli – Hertigen
- Giorgio Cataldi – Biskopen
- Umberto Paolo Quintavalle – Domaren
- Aldo Valletti – Presidenten
- Caterina Boratto – Signora Castelli
- Hélène Surgère – Signora Vaccari
- Sonia Saviange – Pianisten
- Elsa de' Giorgi – Signora Maggi
- Ines Pellegrini – tjänsteflickan

## Om filmen
Salò, eller Sodoms 120 dagar var Pier Paolo Pasolinis sista produktion och skildrar många former av sexuella övergrepp. Skildringarna är mycket konkreta. Filmen godkändes av Statens biografbyrå från 15 år utan klipp. 
Filmen hade svensk premiär 29 mars 1976 på Rialto i Stockholm.
Regissören Pasolini mördades efter att filmen färdigställts men före urpremiären 1975.